# Erwin Mortier

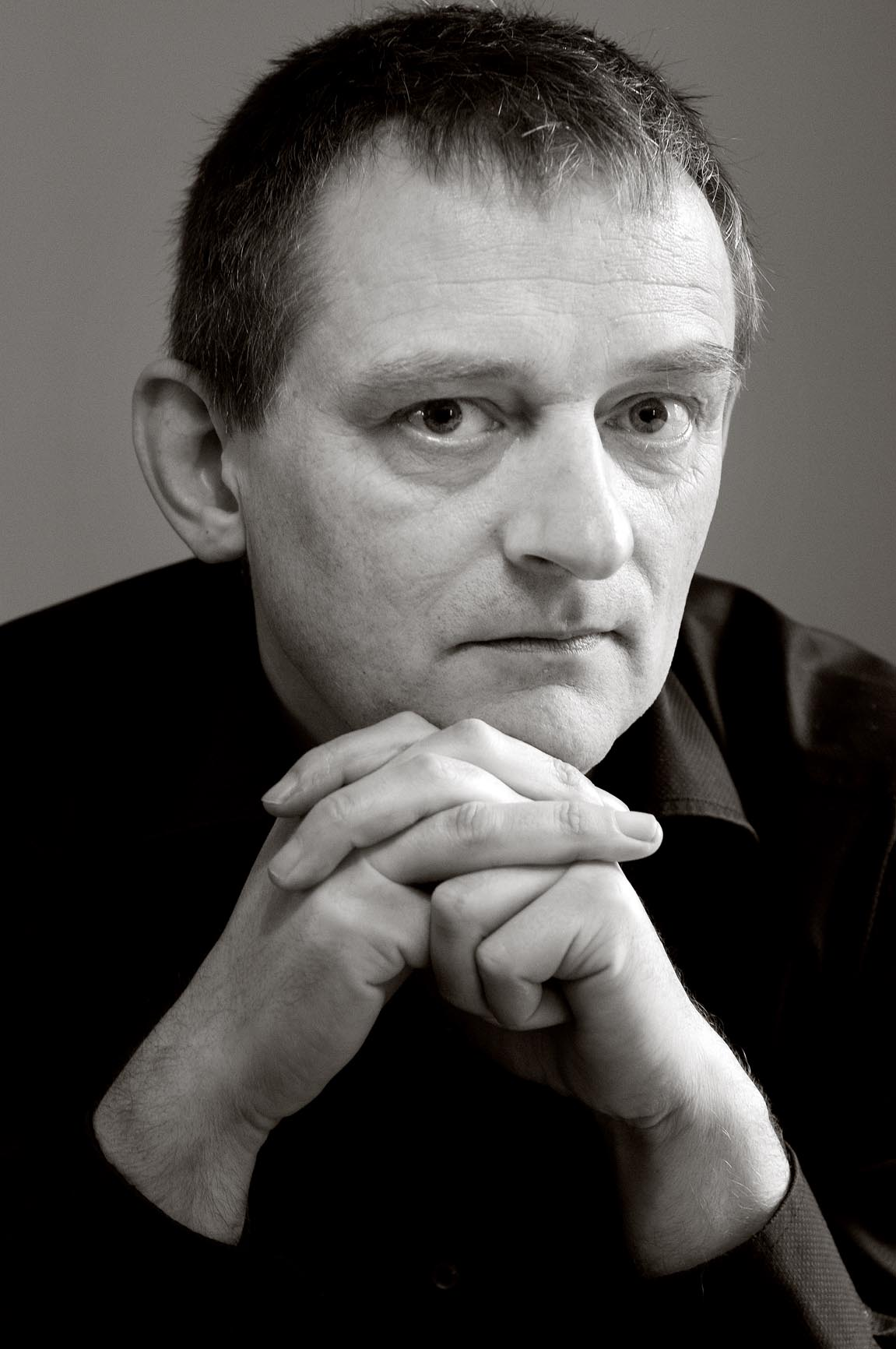
Erwin Motier, 2008

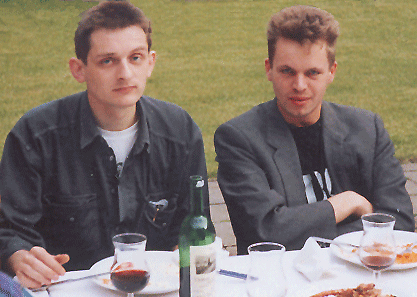
Erwin Mortier (links) und Lieven Vandenhaute (1991)

Erwin Mortier (geboren am 28. November 1965 in Nevele) ist ein flämischer Schriftsteller. Er wuchs im ostflandrischen Dorf Hansbeke auf, an der Südgrenze zum Meetjesland. Motier ist Kunsthistoriker, Schriftsteller und Journalist. Für seinen Debütroman Marcel, der 1999 erschien, wurde er mit mehreren Literatur-Preisen ausgezeichnet.

## Biografie
Mortier studierte Kunstgeschichte in Gent und machte danach ein Diplom in Psychiatrischer Krankenpflege. Von 1991 bis 1999 war er als wissenschaftlicher Mitarbeiter am Dr. Guislain Museum in Gent, wo er an der Geschichte der Psychologie arbeitete. In dieser Zeit veröffentlichte er in diversen literarischen Zeitschriften wie De Gids, De Revisor, Nieuw Wereldtijdschrift und Optima.
Seit 1999 lebt Mortier ausschließlich von seiner Arbeit als Schriftsteller. Er hat bereits mehrere Romane, Novellen, Gedichtbände und Essays publiziert. Durch sein Werk zieht sich wie ein roter Faden das Thema der große Sorge um die Sprache und die Erinnerung, die darin enthalten ist. In Belgien ist Mortier die treibende Kraft für das Erinnern an die Zeit des Ersten Weltkrieges, was sich auch in seinen Romanen Godenslaap und De spiegelingen widerspiegelt. Im Jahr 2005 wurde Mortier für zwei Jahre zum Stadtdichter (stadsdichter) von Gent benannt. Die Stadtgedichte, die er in dieser Periode schrieb, wurden in den Gedichtbänden Uit één vinger valt men niet und Voor de Stad en de Wereld veröffentlicht.
Anfangs publizierte Mortier beim Verlag Meulenhoff, ab 1999 wechselte er zum Verlag De Bezige Bij. Werke von Mortier wurden in Übersetzung herausgegeben, darunter in Frankreich (Éditions Fayard), in Großbritannien (Random House), in Deutschland (Suhrkamp) und in Bulgarien (Pik).

## Werk
Neben dem Werk als Kolumnist für die Zeitung De Morgen und den klassischen Sender Klara und als Ghostwriter für Goedele Liekens (flämische Fernsehmoderatorin), publizierte Mortier auch die folgenden Bücher:

### Romane
- 2014: De spiegelingen
- 2008: Godenslaap[4]
- 2004: Alle dagen samen
- 2002: Sluitertijd (auch als Hörbuch, vorgelesen durch Mortier selbst)
- 2000: Mijn tweede huid
- 1999: Marcel

#### Romane in deutscher Übersetzung
- Götterschlaf (Goddenslaap) (Aus dem Flämischen von Christiane Kuby), DuMont Verlag, Köln 2010, ISBN 978-3-83219-542-7.
- Belichtungszeiten (Sluitertijd) (aus dem Flämischen von Ira Wilhelm) Suhrkamp Verlag, Frankfurt am Main 2007, ISBN 978-3-51841-885-7.
- Meine zweite Haut (Mijn tweede huid) (aus dem Flämischen von Ira Wilhelm), Suhrkamp Verlag, Frankfurt am Main 2004, ISBN 978-3-51841-614-3.
- Marcel (Aus dem Flämischen von Waltraud Hüsmert), Suhrkamp Verlag, Frankfurt am Main 2001, ISBN 9783518412305.

### Gedichte
- 2007: Stadsgedichten 2005–2006, Stadt Gent und das Poesiezentrum vzw.
- 2006: Voor de Stad en de Wereld, Verlag De Slegte.
- 2005: Uit één vinger valt men niet. Gedichte zu Fotos von Lieve Blancquaert, De Bezige Bij, Amsterdam.[5]
- 2000: Vergeten licht, Meulenhoff.

### Gesammelte Essays
- 2015: Passions Humaines, Theaterstück zusammen mit Guy Cassiers, 2015.
- 2012: Slaap ons in. Monologe bij Beethovens muziek voor Goethe's tragedie 'Egmont' , [S.l., 2012]
- 2011: Gestameld liedboek - Moedergetijden, De Bezige Bij, Amsterdam 2011.
- 2010: Afscheid van Congo, met Jef Geeraerts terug naar de evenaar, De Bezige Bij, Amsterdam 2010.
- 2007: Avonden op het landgoed. Op reis met Gerard Reve, De Bezige Bij, Amsterdam 2007.
- 2005: Naar nergens smaken. Schrijverscredo, Literarte, 2005.
- 2003: Pleidooi voor de zonde, De Bezige Bij, Amsterdam 2003.

### Erzählungen
Mit Blick auf das Jahr 2014, dem 100. Jahrestag vom Beginn des Ersten Weltkrieges, übersetzte Mortier drei Erzählungen aus dem Englischen mit Zeugnissen von Krankenpflegern im Krieg.
- Het kielzog van de oorlog, von der amerikanischen Krankenpflegerin Ellen N. La Motte - 1916 - Erzählung 2009.
- Verboden gebied, von der amerikanischen Krankenpflegerin Mary Borden - 1929 - Erzählung 2011.
- Dagboek zonder data, von der britischen Freiwilligen Enid Bagnold - 1917 - Erzählung 2012.

- 2013 übertrug er die Erzählung Between the Acts von Virginia Woolf ins Flämisch-Niederländische, unter dem Titel Tussen de bedrijven (Zwischen den Handlungen).

## Auszeichnungen
- 1999: Gerard-Walschap-Preis (Seghers Literatuurprijs / Literatuurprijs Gerard Walschap Londerzeel) für Marcel
- 2000: Rabobank Lenteprijs voor Literatuur (Rabobank Frühjahrspreis für Literatur) für Groeten uit Nieuwvliet (heute: Nieuw Proza Prijs Venlo)
- 2000: Lucy B. en C.W. van der Hoogtprijs
- 2000: Debutantenprijs (Stichting Perspektief Dordrecht) für den besten Debütroman des Jahres
- 2000: Gouden Ezelsoor für Marcel für den besten Debütroman des Jahres
- 2002: C.-Buddingh’-Preis (C. Buddingh'-prijs) für Vergeten Licht
- 2009: Tzumprijs für den besten literarischen Satz aus Godenslaap
- 2009: AKO Literatuurprijs für Godenslaap;[6][7]
- 2012: Else Otten-Preis für Götterschlaf, der deutschen Übersetzung der Erzählung durch Christiane Kuby.
- 2013: Prix du Meilleur livre étranger (Preis des besten fremdsprachigen Buches) in der Kategorie Essay für die Erzählung Gestameld liedboek - Moedergetijden (franz.: Psaumes balbutiés), aus dem Flämischen ins Französische übersetzt von Marie Hooghe-Stassen[8]

### Nominierungen
- 2001: Shortlist des Libris-Literaturpreises für Mijn tweede huid[9]
- Gouden Uil für Mijn tweede huid
- 2001: Longlist des AKO-Literaturpreises für Sluitertijd[10]
- Independent Foreign Fiction Prize für While the gods were sleeping (Godenslaap)
- 2004: Euregio-Schüler-Literaturpreis für Marcel